# 上原あおい
上原 あおい（うえはら あおい）は日本の女性声優。主にアダルトゲームに声をあてている。

## 出演
太字は主役・メインキャラクター。

### アニメ
- エタニティ 〜深夜の濡恋ちゃんねる♡〜（2020年、森下美奈[1]、長谷川茜[1]） -  デラックス♡版

### アダルトゲーム

#### 2013年
- カルマルカ*サークル（乙音 ニコル[2]）
- 恋しよっ?（円藤 琴子[3]）
- 桜舞う乙女のロンド（新垣 若菜[4]）
- ノブレスオブルージュ（冬実 冷李[5]）
- 星ノ音サンクチュアリ（小松原 夜美[6]）
- Magical Charming!（メアリー・デルフィニウム[7]）
- ものべの -happy end-（星辰ひめみや[8]）
- 夢か現かマトリョーシカ（柳浦 凪[9]）
- ゆめこい 〜夢見る魔法少女と恋の呪文〜（星崎 芽唯[10]）
- 戦国†恋姫（山県 粉雪 昌景）
- つよきすNEXT（対馬 心秤）[11][12]

#### 2014年
- 恋がさくころ桜どき（浅葉 こなみ[13]）
- バカ燃えハートに愛をこめて!（橘 恵理加[14]）
- ひこうき雲の向こう側（羽川原 いろは[15]）
- Golden Marriage（一条寺 透子[16]）
- 乙女が奏でる恋のアリア（如月 夕陽[17]）
- 残念な俺達の青春事情。（皇 燐音）[18]

#### 2015年
- Golden Marriage -Jewel Days-（一条寺 透子）[19]
- クロノクロック（鈴木 みう）[20]
- 神のラプソディ（リヲ）[21]
- すみれ（初芝 すみれ / モエ）[22]
- 迷える2人とセカイのすべて LOVE HEAVEN 300%（フィア）[23]
- LOVEREC.（ヒトミ）[24]
- 乙女が奏でる恋のアリア 君に捧げるアンコール（如月 夕陽）[25]
- こころリスタ!（長沢 雪音）[26]
- つよきすFESTIVAL（対馬 はかり）[27]

#### 2016年
- ワールド・エレクション（獅子堂 伊織）[28]
- 戦国†恋姫X〜乙女絢爛☆戦国絵巻〜（山県 粉雪 昌景）[29]
- 王の耳には届かない!(ジーニア・プリンシーノ・アイネス＝レステ)[30]
- 初恋サンカイメ（柳木原 翠）[31]
- Amenity's Life-アメニティーズ ライフ-（香山 菜瑠）
- LOVEREC. -ミニシアターズ-（ヒトミ）

#### 2017年
- 幕末尽忠報国烈士伝 -MIBURO-（見田 鞘）[32]
- 恋ニ、甘味ヲソエテ（星ヶ丘 シエル）
- はにデビ! Honey&Devil（桑古 朋音）

#### 2018年
- 将軍様はお年頃（三衣 珠樹、環）[33]
- 君とつながる恋フラグ（桔梗）[34]
- 恋ニ、甘味ヲソエテ2（星ヶ丘 シエル）

#### 2019年
- 将軍様はお年頃 ふぁんでぃすく -御三家だヨ! 全員集合-（三衣 珠樹）[35]
- レイルロアの略奪者（ティルト・ブランドーラ）[36]
- 喫茶ステラと死神の蝶（墨染 希）[37]

#### 2020年
- 俺の姿が、透明に！？　不可視の薬と数奇な運命（四葉 琥珀）
- SHUFFLE! エピソード2 神にも悪魔にも狙われている男（安場 琥珀）
- かけぬけ★青春スパーキング!（遠野 律）[38]
- Secret Agent 〜騎士学園の忍びなるもの〜（御影 静香）[39]
- 紅月ゆれる恋あかり（九鬼 旭）[40]

#### 2021年
- ユキイロサイン（弓田 結）[41]
- LoveKami -Pureness Harem-（未園 シオン）
- Secret Agent影華 ～shadow flower～（御影 静香）
- ふゆから、くるる。（水名 とりねこ）[42]
- 旭とワンルーム ～とある夏の一日～ -絆きらめく恋いろはSS-（九鬼 旭）
- Princess×Princess (安場 琥珀)

#### 2023年
- 戦国†恋姫EX参～毛利家の絆編～（山県 粉雪 昌景）[43]
- 俺の瞳で丸裸! 不可知な未来と視透かす運命(能海 水映)[44]

#### 2024年
- 僕の好きな人の好きな人は、女装した僕でした（藤堂 愛）
- 刹那にかける恋はなび（九鬼 旭）
- 夜が来る! -Square of the MOON- Remastered（三輪坂 真言美）
- 旭光のマリアージュ（ラヴィ）

#### 未定
- めぐる季節の約束と、つないだその手のぬくもりと（弓長 彩愛[45]）

### コンシューマーゲーム
- カルマルカ＊サークル（乙音 ニコル）
- Amenity's Life -アメニティーズ ライフ-（香山 菜瑠）
- 恋がさくころ桜どき（浅葉 こなみ）
- かけぬけ★青春スパーキング!（遠野 律）
- 紅月ゆれる恋あかり（九鬼 旭）
- ふゆから、くるる。（水名 とりねこ）
- 旭光のマリアージュ episode LIA（ラヴィ）

### ASMR
- 泉宮しずのはビッチになりたい（2019年、泉宮しずの）